# Tom Edison giovane

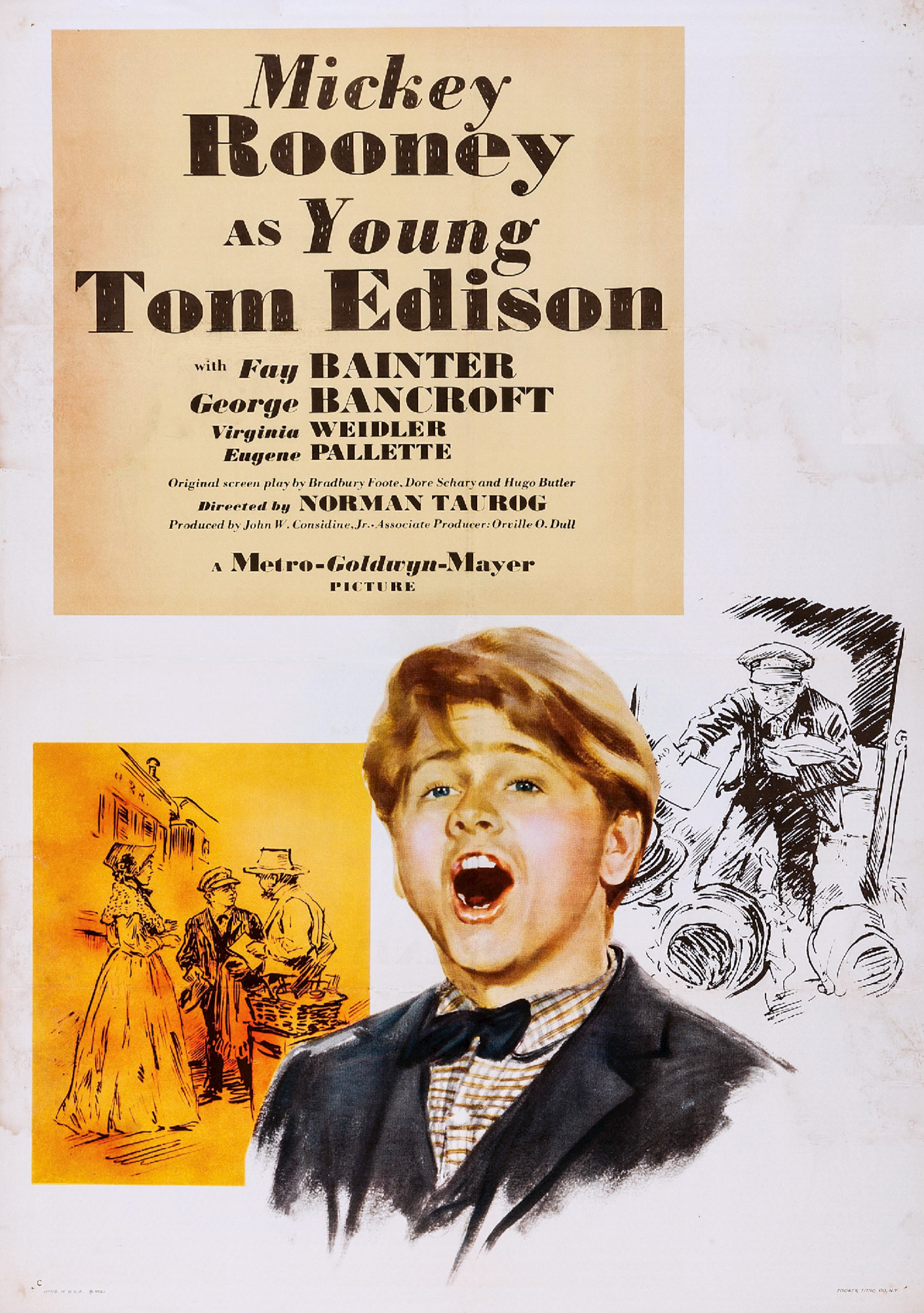

Tom Edison giovane (Young Tom Edison) è un film biografico statunitense del 1940 diretto da Norman Taurog.
Il film narra il periodo di vita giovanile dell'inventore Thomas Alva Edison ed costituisce la prima parte di una biografia a lui dedicata proseguita con il film Il romanzo di una vita (Edison, the Man) (1940).